# La gla i la carbassa
La gla i la carbassa és el nom d'una història publicada en 1678 dins el segon volum que aplega les faules de Jean de La Fontaine.

## Argument
Un pagès qüestiona els designis de Déu, veient la diferència entre un gla i una carbassa i els arbres o plantes que els fan créixer. Creu que seria millor que un gros arbre donés carabasses i una planta amb una feble tija fos la llar de llavors més petites. Una tarda mentre fa la migdiada li cau al cap una gla i comprova que tot és com ha de ser.

## Anàlisi
La lliçó de la faula és que no s'han de qüestionar les decisions divines o el món tal com està fet. Dins del món anglosaxó, però, s'ha volgut llegir com una prova del disseny intel·ligent i un atac a l'ateisme, malgrat el to irònic de la faula original, similar a altres relats de temes afins.